# Giulio Campi

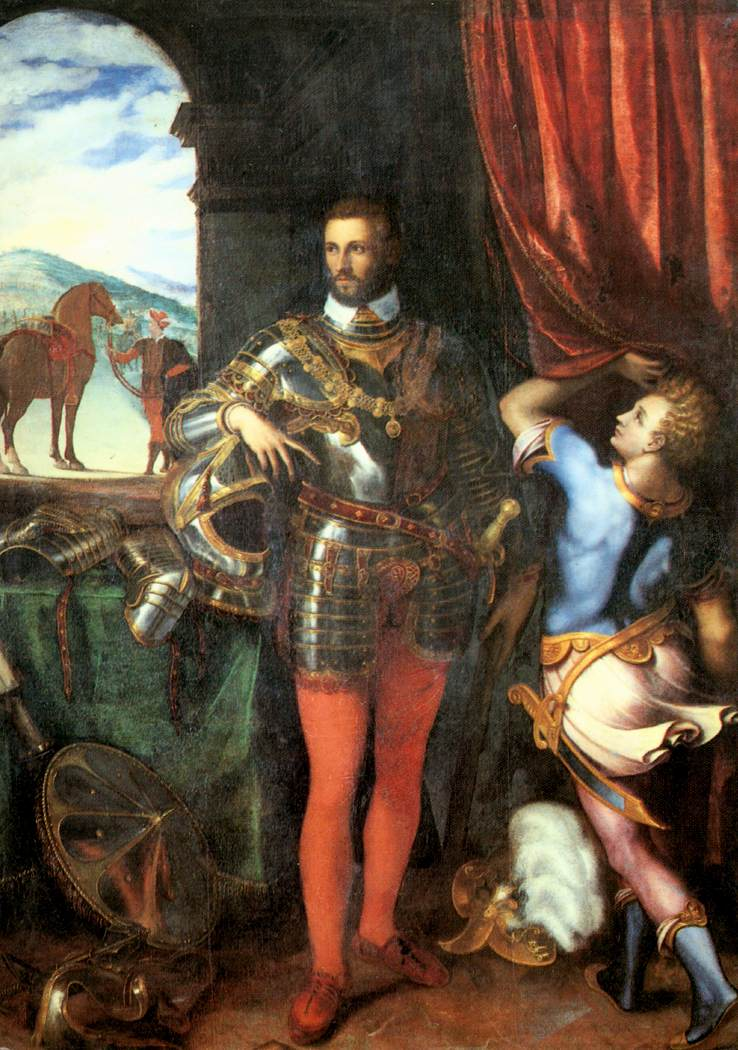
Porträt von Ottavio Farnese (1551)

Giulio Campi (* um 1500 in Cremona; † 5. März 1572 ebenda) war ein italienischer Maler.

## Leben
Der älteste Sohn von Galeazzo Campi war schon 1522 Schüler Giulio Romanos, damals in Mantua, erlernte von diesem außer der Malerei auch Plastik und Baukunst, ist jedoch kein hervorragender Meister. Ausnahmsweise gut ist sein Hochaltar von 1527 in Sant Abondio zu Cremona, Maria mit den heiligen Rittern Celso und Nazaro, voll venezianischer Farbenschönheit; seine Wandmalereien hingegen in Santa Margarita daselbst sind kalt und gespreizt. Campi starb 1572.